# Prapaprati
Prapaprati (lat. Psilophytopsida), najstarije kopnene biljke koje su postojale između silura i devona. Bile su jednostavne morfološke i anatomske građe. Izumrle su u paleozoiku. Jedini red ovog razreda bio je Psilophytales.
Razred Psilophytopsida stvoren je 1917. godine pod nazivom Psilophyta u koji su bili uključeni rodovi Rhynia (Udanas u Rhyniophytina), Horneophyton (danas u Horneophytopsida) i Psilophyton (u Euphyllophyte), a nedostaju im pravi korijeni i lišće, ali imale su vaskularni sustav unutar grančastog cilindričnog stabla.
Žive vrste porodice Psilotaceae, metličaste paprati, ponekad su dodavane u ovaj razred, koja se tada obično nazivala Psilopsida. Ova se klasifikacija više ne koristi.